# Edwin Cardona
Edwin Andrés Cardona Bedoya (ur. 8 grudnia 1992 w Medellín) – kolumbijski piłkarz występujący na pozycji ofensywnego pomocnika, reprezentant Kolumbii, od 2023 roku zawodnik Amériki Cali.
Jego brat Mateo Cardona również jest piłkarzem.

## Kariera klubowa
Cardona pochodzi z miasta Medellín i jest wychowankiem akademii juniorskiej tamtejszego klubu Atlético Nacional. Do pierwszego zespołu został włączony przez szkoleniowca Luisa Fernando Suáreza, w Categoría Primera A debiutując w wieku zaledwie szesnastu lat, 15 lutego 2009 w przegranym 0:2 spotkaniu z Américą Cali. Premierowego gola w najwyższej klasie rozgrywkowej strzelił natomiast 19 lipca 2009 w zremisowanej 2:2 konfrontacji z tym samym rywalem. Mimo młodego wieku regularnie pojawiał się na boiskach; był uznawanym za jednego z najbardziej utalentowanych graczy w kraju, jednak często pełnił rolę rezerwowego. W wiosennym sezonie Apertura 2011 zdobył z Atlético Nacional swoje pierwsze mistrzostwo Kolumbii, lecz będąc przeważnie rezerwowym w styczniu 2012 udał się na wypożyczenie do Independiente Santa Fe ze stołecznej Bogoty. Tam spędził rok, pełniąc rolę jednego z ważniejszych piłkarzy zespołu, a w sezonie Apertura 2012 osiągnął z nim drugi w swojej karierze tytuł mistrza Kolumbii. Bezpośrednio po tym został wypożyczony po raz kolejny, tym razem do ekipy Atlético Junior z miasta Barranquilla, w której barwach również występował przez rok jako kluczowy zawodnik zespołu.
Po powrocie do Atlético Nacional, na początku 2014 roku, Cardona wywalczył sobie niepodważalne miejsce w wyjściowej jedenastce drużyny, zostając podstawowym zawodnikiem zespołu prowadzonego przez Juana Carlosa Osorio, odnoszącego sukcesy zarówno na arenie krajowej, jak i międzynarodowej. W sezonie Apertura 2014 zdobył wraz z tym klubem swoje trzecie mistrzostwo Kolumbii, będąc najskuteczniejszym zawodnikiem ekipy i jednym z najlepszych piłkarzy ligi kolumbijskiej. Wówczas także wziął udział w pierwszych międzynarodowych rozgrywkach w karierze – Copa Libertadores, odpadając z nich w ćwierćfinale. W tym samym roku zajął również z Atlético Nacional drugie miejsce w superpucharze Kolumbii – Superliga Colombiana, natomiast w drugiej połowie 2014 roku dotarł do finału drugich co do ważności południowoamerykańskich rozgrywek – Copa Sudamericana, przegrywając w nim ostatecznie w dwumeczu z argentyńskim River Plate (1:1, 0:2). On sam był jednak czołowym zawodnikiem turnieju, a jego świetne występy zaowocowały zainteresowaniem ze strony klubów europejskich i brazylijskich.
Wiosną 2015 Cardona za sumę pięciu milionów dolarów przeszedł do meksykańskiego klubu CF Monterrey, wraz ze swoim kolegą klubowym Alexandrem Mejíą. W tamtejszej Liga MX zadebiutował 11 stycznia 2015 w przegranym 0:1 meczu z Universidadem de Guadalajara, szybko zostając kluczowym graczem linii pomocy. Pierwszą bramkę w lidze meksykańskiej zdobył natomiast sześć dni później w wygranym 1:0 pojedynku z Pachucą, zaś w sezonie Clausura 2016 jako niekwestionowana gwiazda rozgrywek wywalczył z Monterrey wicemistrzostwo Meksyku.

## Kariera reprezentacyjna
W 2009 roku Cardona został powołany przez trenera Ramiro Viáfarę do reprezentacji Kolumbii U-17 na Mistrzostwa Ameryki Południowej U-17. Na chilijskich boiskach miał niepodważalne miejsce w składzie swojej drużyny i wystąpił w sześciu z siedmiu możliwych spotkań, siedmiokrotnie wpisując się na listę strzelców (z czego dwa razy z rzutów karnych) – w meczach pierwszej rundy z Boliwią (1:1), Brazylią (2:0) i Paragwajem (1:1) oraz w drugiej rundzie – trzykrotnie z Ekwadorem (3:0) i ponownie z Boliwią (2:1). Tym samym został wówczas królem strzelców turnieju i jednym z najlepszych zawodników rozgrywek, natomiast jego kadra zajęła ostatecznie czwarte miejsce. Kilka miesięcy później znalazł się w składzie na Mistrzostwa Świata U-17 w Nigerii, jednak zaledwie tydzień przed rozpoczęciem światowego czempionatu doznał urazu obojczyka, wskutek którego nie zdołał pojechać na turniej. Kolumbijczycy bez jego obecności zdołali dotrzeć aż do półfinału, zajmując czwarte miejsce na młodzieżowym mundialu.
W 2011 roku Cardona w barwach reprezentacji Kolumbii U-20 prowadzonej przez Eduardo Larę wziął udział w Mistrzostwach Ameryki Południowej U-20. Tam podobnie jak przed dwoma laty pełnił rolę kluczowego gracza zespołu narodowego, rozgrywając osiem z dziewięciu możliwych meczów, a także zdobył cztery bramki (w tym dwie z rzutów karnych), wszystkie w pierwszej rundzie – z Ekwadorem (1:1), Brazylią (1:3) oraz dwukrotnie z Paragwajem (3:3). Jego drużyna zajęła wówczas na peruwiańskim turnieju trzecie miejsce w pierwszej rundzie, kwalifikując się do fazy finałowej, gdzie z kolei zajęła ostatnią, szóstą lokatę, a on sam wywalczył tytuł drugiego najskuteczniejszego strzelca rozgrywek, ustępując jedynie Neymarowi. Kilka miesięcy później został powołany na prestiżowy towarzyski Turniej w Tulonie, podczas którego wciąż był podstawowym graczem ekipy i trzykrotnie wpisał się na listę strzelców – dwa razy w fazie grupowej z WKS (4:1) i w półfinale z Meksykiem (2:1), zostając wicekrólem strzelców. Kolumbijczycy, mający wówczas w składzie graczy takich jak Santiago Arias, James Rodríguez czy Luis Muriel, triumfowała natomiast w rozgrywkach, pokonując w finale gospodarza – Francję (1:1, 5:4 po karnych).
W seniorskiej reprezentacji Kolumbii Cardona zadebiutował za kadencji argentyńskiego selekcjonera José Pekermana, 10 października 2014 w wygranym 3:0 meczu towarzyskim z Salwadorem. Premierowego gola w kadrze narodowej strzelił natomiast 30 marca 2015 w wygranym 3:1 sparingu z Kuwejtem, a trzy miesiące później został powołany na rozgrywany w Chile turniej Copa América. Tam pełnił rolę rezerwowego zawodnika drużyny i wystąpił w dwóch z czterech możliwych meczów (w obydwu po wejściu z ławki), zaś Kolumbijczycy odpadli z rozgrywek w ćwierćfinale, ulegając w nim w serii rzutów karnych Argentynie (0:0, 4:5 k.). Rok później po raz kolejny znalazł się w składzie na Copa América; tym razem była to jubileuszowa edycja turnieju, rozgrywana na amerykańskich boiskach. On sam miał wówczas pewne miejsce w wyjściowym składzie, współtworząc kreatywną formację pomocy z Jamesem Rodríguezem i Juanem Cuadrado – rozegrał wszystkie sześć spotkań (pięć w pierwszej jedenastce), natomiast drużyna Pekermana uległa w półfinale późniejszemu triumfatorowi – Chile (0:2) i zajęła ostatecznie trzecie miejsce.

## Statystyki kariery

### Klubowe
| Atlético Nacional | 2009      | Kolumbia | Primera A | 16  | 1  | b.d. | b.d.    | —             | —  | —   | b.d. | b.d. |
| Atlético Nacional | 2010      | Kolumbia | Primera A | 9   | 1  | b.d. | b.d.    | —             | —  | —   | b.d. | b.d. |
| Atlético Nacional | 2011      | Kolumbia | Primera A | 21  | 7  | 7    | 1       | —             | —  | —   | 28   | 8    |
| Santa Fe          | 2012      | Kolumbia | Primera A | 34  | 4  | 9    | 5       | —             | —  | —   | 43   | 9    |
| Junior            | 2013      | Kolumbia | Primera A | 37  | 7  | 5    | 0       | —             | —  | —   | 42   | 7    |
| Atlético Nacional | 2014      | Kolumbia | Primera A | 32  | 10 | 9    | 2       | CL + CS       | 18 | 5   | 59   | 17   |
| Monterrey         | 2014–2015 | Meksyk   | Liga MX   | 15  | 6  | 7    | 3       | —             | —  | —   | 22   | 9    |
| Monterrey         | 2015–2016 | Meksyk   | Liga MX   | 36  | 18 | 5    | 1       | —             | —  | —   | 41   | 19   |
| Monterrey         | 2016–2017 | Meksyk   | Liga MX   | 0   | 0  | —    | —       | LMC           | 0  | 0   | 0    | 0    |
| Ogółem            |           |          |           |     |    |      |         |               |    |     |      |      |
| Kolumbia          | Kolumbia  | Kolumbia | 149       | 30  | 30 | 8    | CL + CS | 18            | 5  | 197 | 43   |      |
| Meksyk            | Meksyk    | Meksyk   | 51        | 24  | 12 | 4    | LMC     | 0             | 0  | 63  | 28   |      |
| Ogółem            | Ogółem    | Ogółem   | Ogółem    | 200 | 54 | 42   | 12      | CL + CS + LMC | 18 | 5   | 260  | 71   |

- CL – Copa Libertadores
- CS – Copa Sudamericana
- LMC – Liga Mistrzów CONCACAF

### Reprezentacyjne
| Kolumbia | Kolumbia | 2014   | 2 | 0 | — | — | —  | — | — | 2  | 0 |
| Kolumbia | Kolumbia | 2015   | 4 | 1 | 4 | 1 | CA | 2 | 0 | 10 | 2 |
| Kolumbia | Kolumbia | 2016   | — | — | 3 | 1 | CA | 6 | 0 | 9  | 1 |
| Ogółem   | Ogółem   | Ogółem | 6 | 1 | 7 | 2 | CA | 8 | 0 | 21 | 3 |

- CA – Copa América